# Franz Anton Ries
Franz Anton Ries   (Bonn, 10 de novembre de 1755 - Bad Godesberg, 1 de novembre de 1846) fou un violinista alemany, pertanyent a la nissaga de músics Ries.
Franz Anton, fou un fenomen infantil al violí; Va aprendre de Salomon i va poder ocupar el lloc del seu pare a l'orquestra a l'edat d'11 anys. El seu sou va començar quan tenia 19 anys i el 1779 era de 160 thalers anuals. En aquesta data va visitar Viena i va obtenir un gran èxit com a solista i amb un quartet. Però va optar per quedar-se, amb un sou baix, a Bonn, i va ser recompensat per tenir Beethoven com a alumne i amic seu. Durant la pobresa de la família Beethoven, i per la misèria causada per la mort de la mare de Ludwig el 1787, Franz Ries va estar al seu costat com un amic real. El 1794 van arribar els francesos i l'establiment de l'Elector es va desglossar. Alguns dels membres de la banda es van dispersar, però Ries va romandre, i es conserven documents que després de la mort demostren que durant la invasió havia de ser músic de la cort. Tanmateix, els esdeveniments eren ordenats d'una altra manera; va romandre a Bonn i a Godesberg, on tenia una casa petita, fins a la seva mort; va ocupar diversos petits despatxos, que van culminar amb el govern de la ciutat de Bonn el 1800, va ensenyar el violí i va criar bé els seus fills. Va assistir a Wegeler en els esdeveniments envers de Beethoven, va estar present a la presentació de l'estàtua de Beethoven el 1845, va tenir el títol de Doctor i l'ordenació de l'àguila vermella, i va morir, com hem dit, l'1 de novembre de 1846, envellit. 91 tots menys 9 dies.
El seu pare Johann Ries (1723-1786/7) va ser el trompetista de la cort a l'elector de Colònia a Bonn. Dos dels seus fills, Ferdinand i Hubert, es van convertir en compositors reconeguts per dret propi.